# ノルウェー国教会

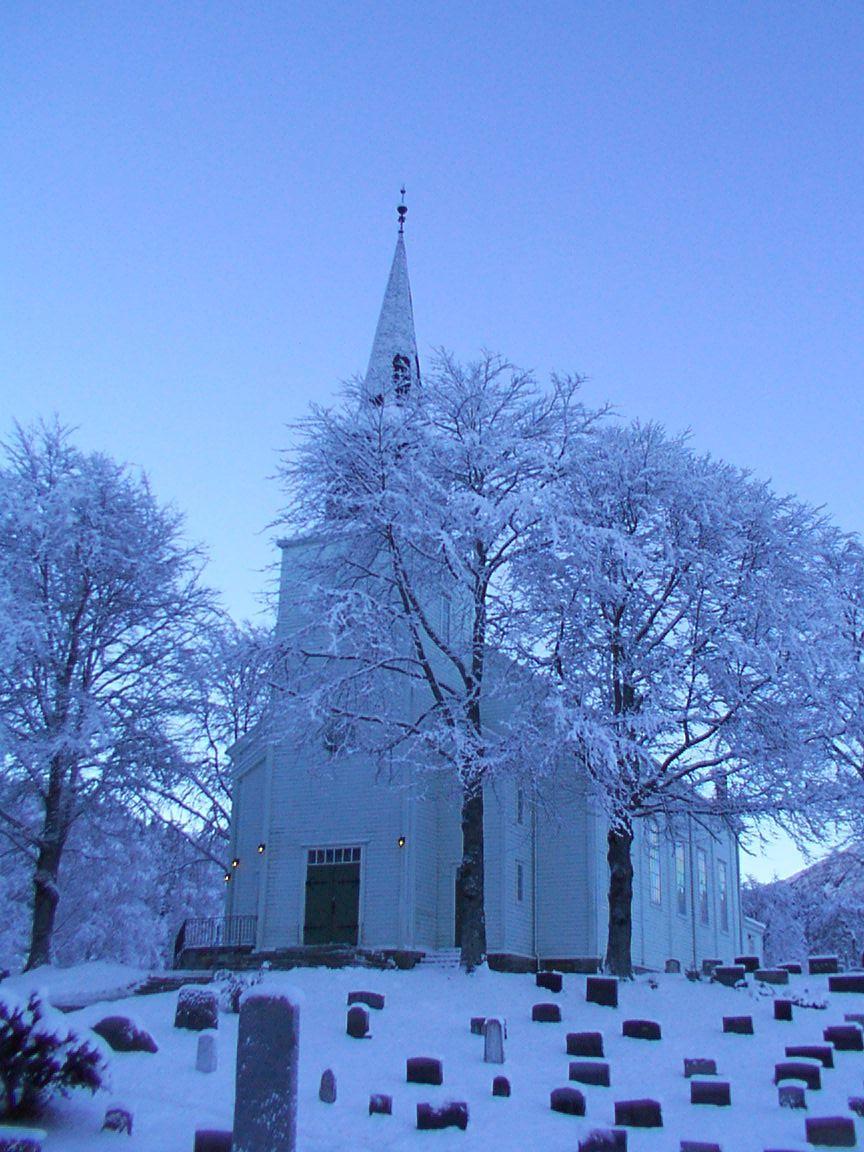
フョールドの教会

ノルウェー国教会の司教区

ノルウェー国教会（ノルウェーこっきょうかい、ブークモール：Den norske kirke, ニーノシュク：Den norske kyrkja）は、ルター派を奉じるノルウェーの国教会。聖書、使徒信条、ニカイア信条、アタナシオス信条、ルター小教理問答書及びアウクスブルク信仰告白に基づき運営しており、ポルヴォー・コミュニオンにも加盟している。ローマ・カトリック教会とは義認の教理についての共同宣言を行っている。

## 組織
憲法上ではノルウェー国王を長とし、ストーティング（ノルウェー議会）を通過した予算や法律に従い、行政・改革・教会省が管理する。

### 司教区
国内には以下に掲げる11司教区の下、1,284教区がある。
- オスロ司教区:オスロに設置されているが、アスケー及びバールム（いずれもアーケシュフース県）も管轄範囲である。
- ボーグ司教区:フレドリクスタに設置。オスロ南東部を管轄する。
- ハーマル司教区:ハーマルに設置。オスロ北西の内陸部を管轄する。
- トゥンスベルグ司教区:トンスベルグに設置。オスロ南西の沿岸部及び北西の内陸部を管轄する。
- アグデル・テレマルク司教区:クリスチャンサンに設置。ノルウェー南西部を管轄する。
- スタヴァンゲル司教区:スタヴァンゲルに設置。ノルウェー南西部を管轄する。
- ボルグヴィン司教区:ベルゲンに設置。ノルウェー西部を管轄する。
- ムーレ司教区:モルデに設置。ノルウェー西部の北端を管轄する。
- ニーダロス司教区:トロンハイムに設置。南北トロンデラーグを管轄する。
- ソール・ハロガランド司教区:ボードーに設置。ノルウェー中北部を管轄する。
- ヌール・ハロガランド司教区:トロムソに設置。ノルウェー最北端周辺を管轄する。

### 総会
年1回開かれる最高機関である。85名の代議員のうち7、8名が各司教区から選出され、更にその内の4名（平信徒）は総会出席者（教会職員、聖職者、司教）により任命される。また、この他にもソール・ハロガランド、ヌール・ハロガランド両司教区のサーミ人地域から各1名、3ヶ所の神学校などから複数名の代議員を出している。

### 全国協議会
総会の執行機関である。年5度開催。15名の会員の内訳は平信徒10名、聖職者4名、そして司教1名である。総会で決定した事柄を実行に移すほか、教会業務や教育、青少年問題などに取り組むワーキング・グループを有する。

### 司教会議
年3回開催。教会内の7名の司教から構成され、教会生活や教理上の問題などについての見解を発表する。

## 歴史
ノルウェー国教会の起源は国内にキリスト教がもたらされた9世紀に遡る。ノルウェーはホーコン1世及びオーラヴ1世治世下においてキリスト教が浸透したが、キリスト教国となるにはスティクレスタの戦いでオーラヴ2世が命を落とした1030年まで待たねばならなかった。オーラヴ2世はキリスト教国への転換を成し遂げたことから、ノルウェーの守護聖人とされる。
北欧の教会はハンブルク司教のアンスガルが宣教を行っていた都合上、当初はブレーメン主教管区に従属していたが、1152年にニーダロス（現・トロンハイム）大司教区が成立すると、12世紀末までにノルウェー全土、現在のスウェーデン、アイスランド、グリーンランド、マン島、オークニー諸島、フェロー諸島、そしてヘブリディーズ諸島の一部にまで管轄領域を広げた。
ノルウェーの宗教改革はクリスチャン3世がルター派をデンマーク＝ノルウェーの国教とすると宣言し、時のローマ・カトリック大司教を追放した1537年に成就する。クーデタを経て王が新たに司教を任命するが、これにより今日まで続く教会と国家との間の緊密な関係が築かれることとなった。なお、1660年に絶対王政が始まると、聖職者は皆王により公務員とされた。
1814年にノルウェーがデンマークから独立を果たした際、ノルウェー憲法でルター派教会を国教会と承認した。敬虔主義運動が国内で勃興すると平信徒と聖職者との距離が縮まるようになり、1842年に平信徒の集会がそれなりに教会生活でも受け入れられた。その後数年の内に、ノルウェー伝道会やノルウェー・ルーテル伝道会など大規模なキリスト教団体が多数創設された。
第二次世界大戦中、ナチス・ドイツ占領下にあって、ヴィドクン・クヴィスリングがナチスにより首相の権限を与えられると、国教会の機構改革に着手する。1942年に政教分離を宣言すると、司祭や聖職者は従来の公務員としての地位を剥奪された。
戦後、ノルウェー国教会は幾たびもの構造上の変化を経験してきたが、そのうち最も大きかったのは教会生活に平信徒を参加させるよう制度化したことであろう。